# Agathis hemirufa
Agathis hemirufa är en stekelart som beskrevs av Simbolotti och Van Achterberg 1999. Agathis hemirufa ingår i släktet Agathis och familjen bracksteklar. Inga underarter finns listade i Catalogue of Life.